# 汤姆·米斯特利
汤姆·米斯特利（英語：Tom Misteli）是一位瑞士裔美国生物学家，在冷泉港實驗室完成博士后工作，美國細胞生物學學會会士，专攻细胞生物学。